# 聖誕快樂 (1984年電影)
《聖誕快樂》（英語：Merry Christmas），台灣譯為《我愛光頭》，是由高志森執導的1984年新藝城喜劇電影，由眾多當時的歌影巨星如麥嘉、徐小鳳、陳百強、張國榮等主演，故事圍繞報社主編麥尚一家與小鳳姐之間的一連串趣事，笑料不斷，是香港影壇其中一部最有名的聖誕節喜劇電影。

## 製作背景
《聖誕快樂》是徐小鳳及陳百強參演的首部喜劇電影。
高志森曾透露片末小光頭親吻小鳳的那一個鏡頭是陳百強建議加上去的。
此片從1984年9月拍到11月，拍了大約40個工作天，內景拍攝於新藝城的沙田火炭片廠，而家居實景則在跑馬地比雅道Briar Avenue拍攝。

## 故事
中年報館採訪主任麥尚（麥嘉飾）早年喪偶，一人養大大兒子Danny（陳百強飾）、小女兒阿珍（李麗珍飾）和兩歲的小光頭三個兒女。
麥尚生日之時，同事集體整蠱他表示慶祝，老板為了表彰他的多年付出，更贈送汽車一輛，誰知送車的小伙子John（張國榮飾）與麥尚發生摩擦，不明就里的麥尚將自己的新車拆了個七零八落。
麥尚將小光頭寄養在對門的女歌手小鳳（徐小鳳飾）家中，而麥尚對小鳳實際早有情意，但苦於無法說破。大兒子與小女兒日漸察覺他的孤獨，於是合力鼓勵父親去追求小鳳。
另一方面，兒女輩的情事同樣令麥尚頭疼，害怕女兒早早芳心他屬，可是John的攻勢一浪高過一浪；期望兒子瀟灑人間，但兒子卻十足純情。
小鳳對麥尚亦有好感，而原本沒有再婚打算的麥尚在兒女的遊説下，也開始動了心，展開了追求。但世事難料，小鳳的表哥（袁和平飾）從美國返港有意娶小鳳為妻。麥尚一家人生怕小鳳被表哥帶走，於是設計陷害表哥。然而聰明反被聰明誤，小鳳不滿麥尚所為，竟答應下嫁表哥。
平安夜，家中開了一個舞會，看著出雙入對的年輕人，麥尚百感交集，獨在露台沈思。。。在這聖誕節的前夕，他能否與小鳳有情人終成眷屬？

## 迴響
《聖誕快樂》票房收入高達2500萬港元，名列1984年度票房榜第2位。
陳百強為此片所作的插曲《等》後來亦成為香港樂壇最著名的原創情歌之一。

## 主題曲及插曲
| 歌曲       | 主題曲/插曲 | 主唱   | 作曲         | 作詞   | 編曲         | 收錄專輯        |
| ---------- | ----------- | ------ | ------------ | ------ | ------------ | --------------- |
| 這是真愛▲  | 主題曲      | 徐小鳳 | Chris Babida | 鄭國江 | Chris Babida | 徐小鳳全新歌集3 |
| 獻君千闋歌 | 插曲        | 徐小鳳 | 盧冠廷       | 唐書琛 | Chris Babida | 徐小鳳全新歌集3 |
| 等         | 插曲        | 陳百強 | 陳百強       | 鄭國江 | 顧嘉輝       | 陳百強精選      |

▲電影中的版本將歌詞及和音中的“這是真愛”改成了“Merry Christmas”

## 演員表
| 演員   | 角色           | 關係 |
| 麥嘉   | 麥尚           | 報社主編，妻子早逝，小鳳姐之鄰居。為Danny、阿珍、光頭仔之父親，思想守舊，後與小鳳表哥一同爭奪小鳳。                |
| 徐小鳳 | 小鳳           | 夜總會註唱，麥家之鄰居，常幫忙照顧光頭仔。感情豐富，性格有莎莉麥蓮的特質，也有鄧碧雲的生鬼，心儀於麥尚但麥尚不知。 |
| 陳百強 | Danny          | 麥尚之長子，大學生，純情，鋼琴了得，聰明多橋，受一堆學妹擁戴。                                                     |
| 李麗珍 | 阿珍           | 麥尚之女，Danny之妹。刁蠻、聰明、可愛的時代少女。                                                                  |
| 王嘉明 | 光頭仔         | 麥尚之幼子，只有兩歲卻懂事，聰明、活潑、又頑皮。                                                                   |
| 張國榮 | John           | 汽車代駕，後與阿珍相遇一見鍾情，隨即展開追求，談情絕不保留的沖鋒型青年。                                           |
| 梁韻蕊 | 王帶金（鋼牙） | Danny之學妹，因佩戴牙齒矯正器而有「鋼牙」之稱。情挑Danny，曾受Danny之託幫忙填寫歌詞。                              |
| 袁和平 | 表哥           | 小鳳的表哥，現代伊秋水式的人物，打算回港迎娶小鳳，一同到外國生活。                                                 |
| 林憶蓮 |                | 阿珍的健身舞同學                                                                                                   |
| 高志森 |                | 報館職員（調戲接待員）                                                                                             |
| 肥獅   |                | 錄影帶店售貨員 |
| 馮世雄 |                | 警察 |

## 經典對白
麥尚：「一生人沒幾多次機會，一有機會開心就要開心，一有機會愛就要搏命去愛。」

## 軼事
- 高志森後來透露每晚拍攝收工後陳百強都會親自駕車送他回觀塘祥和苑住所，然後自己再駕返港島住所。
- 高志森亦透露陳百強和張國榮曾事先向他要求應避免彼此同時出現在鏡頭中。

## 另見
- 《陳百強精選》專輯（收錄了電影插曲《等》）

## 外部連結
- 開眼電影網上《聖誕快樂》的資料（繁體中文）
- 豆瓣电影上《聖誕快樂》的資料 （简体中文）
- 时光网上《聖誕快樂》的資料（简体中文）
- 香港影庫上《聖誕快樂》的資料（繁體中文）